# Scripps National Spelling Bee

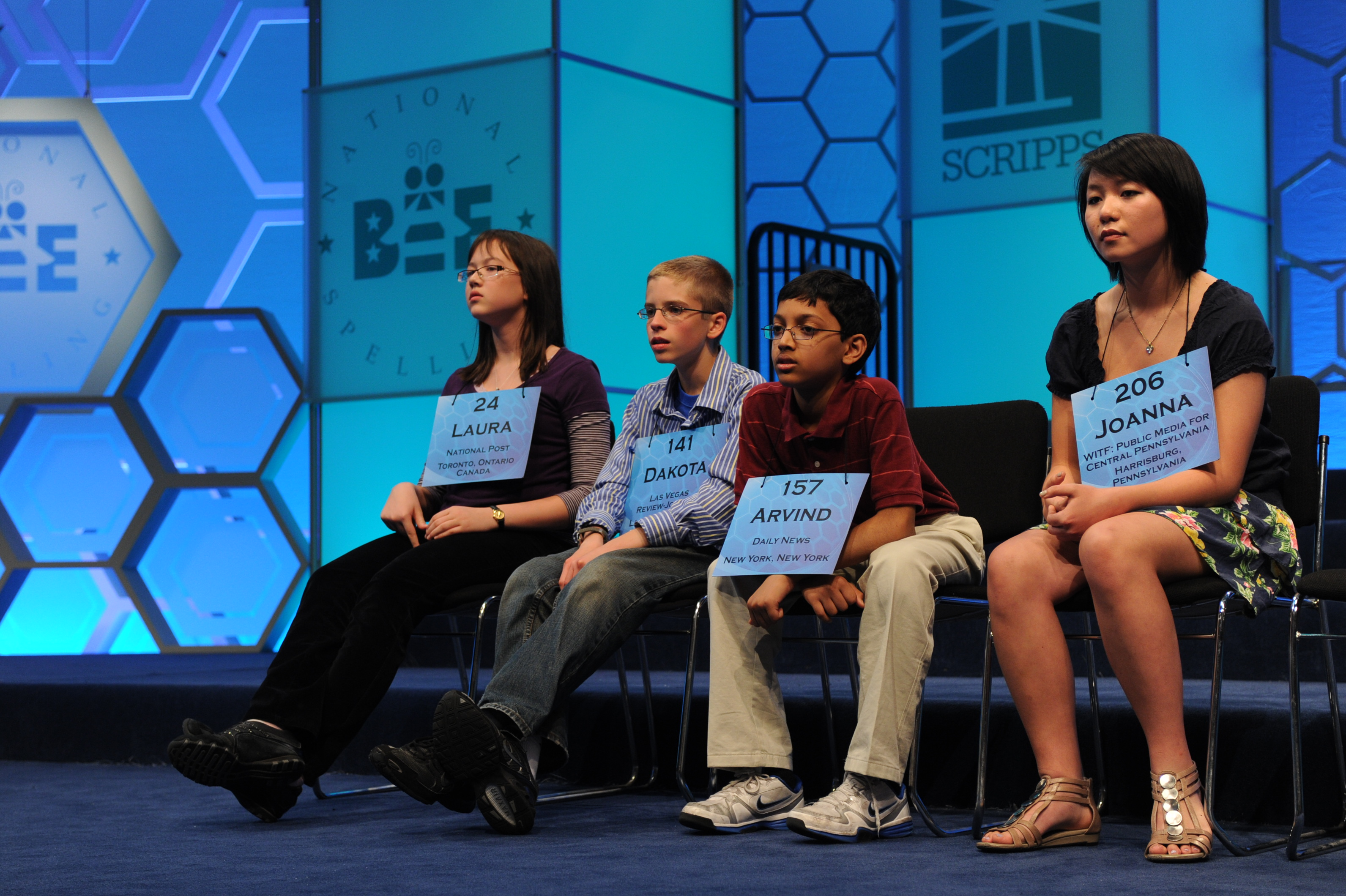
Alcuni concorrenti dello Scripps National Spelling Bee

Lo Scripps National Spelling Bee, spesso chiamata National Spelling Bee, e in origine Scripps Howard National Spelling Bee, è uno spelling bee annuale che si tiene a Washington, negli Stati Uniti d'America.

## Storia
Lo Scripps National Spelling Bee venne costituito nel 1925 dalle parti di Louisville come diretta conseguenza del consolidamento di numerosi spelling bee locali. La prima edizione del concorso venne tenuta durante quell'anno, e fu vinta da Frank Neuhauser quando gli venne chiesto di compitare correttamente la parola gladiolus.
La E. W. Scripps Company acquisì i diritti del concorso nel 1941.
Nel 1946, la gara venne trasmessa per la prima volta in televisione.
Nel corso della sua storia, lo Scripps National Spelling Bee venne annullato in due occasioni, ovvero nel 1945, e nel 2020 a causa della pandemia di COVID-19.

## Caratteristiche
Lo Scripps National Spelling Bee si tiene durante la settimana successiva al weekend del Memorial Day in un albergo o centro congressi di Washington. Possono iscriversi alla National Spelling Bee coloro che, a partire dal 31 agosto dell'anno precedente, non hanno compiuto 14 anni di età, e che, a partire dal 1º febbraio dell'anno in cui si tiene il concorso, non abbiano ancora terminato gli studi di terza media. Non sono ammessi i vincitori delle edizioni precedenti.